# Boana eucharis
Boana eucharis é uma espécie de anfíbio hilídeo, pertencente ao gênero Boana. É endêmica à floresta amazônica, ocorrendo apenas nos estados de Mato Grosso e Rondônia. Antes de sua nomeação como espécie, em 2021, era confundida com sua congênera Boana fasciatus. De acordo com a União Internacional para a Conservação da Natureza, é classificada como tendo um estado de conservação pouco preocupante, devido à sua larga distribuição, grande população presumida e por provavelmente não estar em um declínio rápido o suficiente para ser listada em uma categoria mais ameaçada.